# 奧勒岡州州旗
奧勒岡州州旗是正反面异形的州旗，该旗正反两面均采用海军蓝和金色这两种颜色。这面旗帜正面印有俄勒冈州盾徽，背面则印有该州州兽海狸的图案。自从1971年马萨诸塞州修改了州旗以后，俄勒冈州州旗成为全美唯一一个两面采用不同图案的州旗。

## 历史
目前所使用的俄勒冈州州旗于1925年2月26日正式被采用。人们普遍认为，第一面这个版本的州旗是由Meier & Frank的裁缝玛乔丽·肯尼迪和布兰奇·考克斯缝制的。这面旗帜最终于1954年被前州长沃尔特·M·皮尔斯的孙子捐献给了东俄勒冈大学。

### 关于修改的提议
在2009年庆祝俄勒冈州建州150周年期间，报纸《俄勒冈人》组织了一场全州范围的竞赛，以重新设计州旗。该报纸收集并刊发了参赛作品，并举办了公众投票活动。获胜的作品是由兰德尔·格雷设计的，他是克拉克默斯縣的地图制作者。在他的设计中，格雷强调了在当前州旗背面的海狸元素。同时还加入了星星和绿色等元素，星星代表俄勒冈州在联邦中的地位，绿色代表俄勒冈州的自然荒野和森林。不过在投票开始后，有人向报纸提议加入维持现状的选项，最终还是“维持现状”获得了最多选票。
2013年，俄勒冈州参议院提出了一项法案，该法案将对国旗的设计进行几处修改，但该法案并没有通过。这项法案是由州参议员劳丽·蒙内斯·安德森代表格雷沙姆居民马特·诺奎斯特提出的，他曾游说议会要求改变州旗。

## 描述

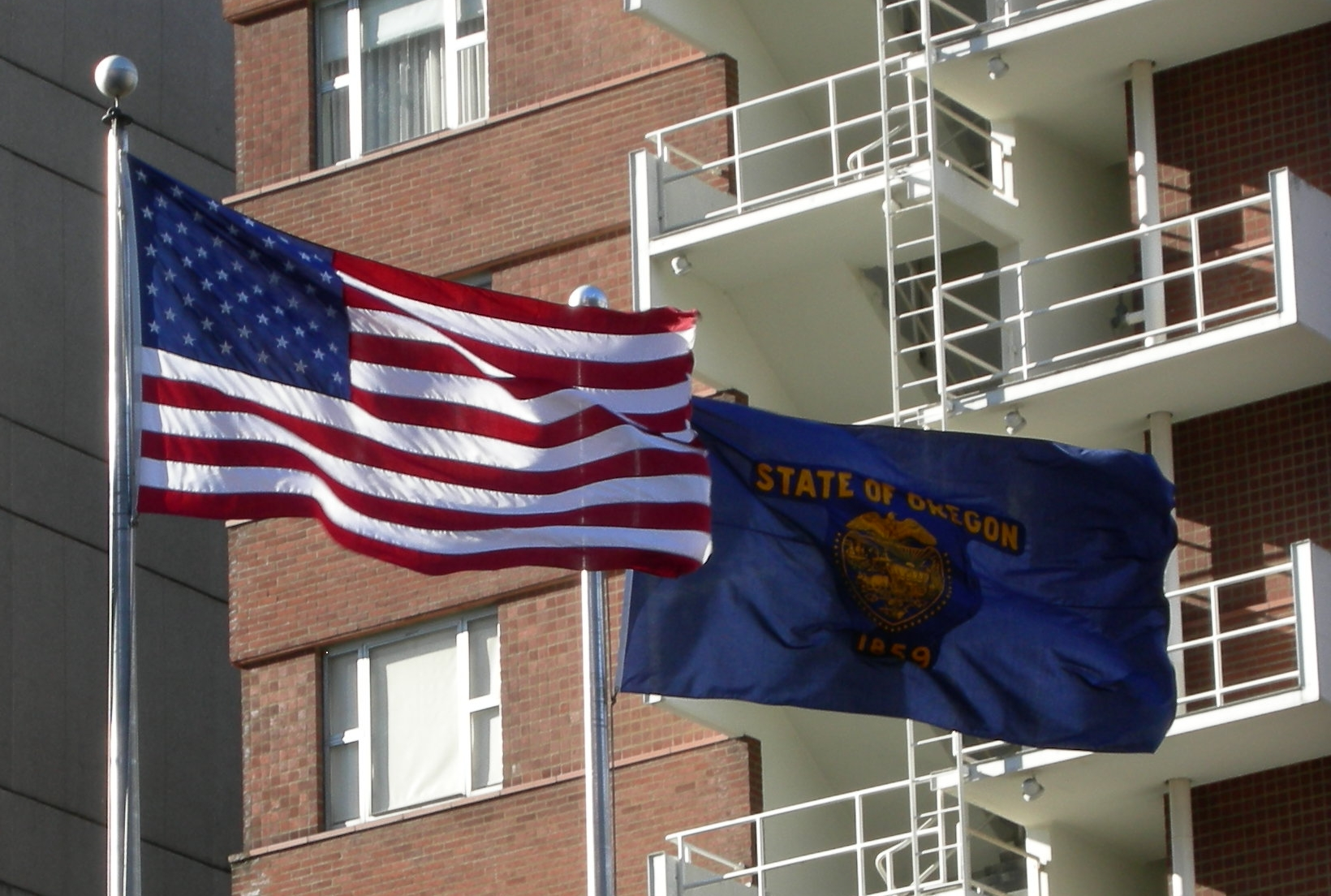
俄勒冈州波特兰市的美国国旗和俄勒冈州州旗

州旗的底色为藏青色，上面的符号和图案是金黄色的，这两者为俄勒冈州的代表色。州旗的正面印有俄勒冈州的格言和盾徽，这个盾徽周围有33颗星，代表俄勒冈是美国第33个加入联邦的州。盾下面写着1859年，意味着俄勒冈州于1859年建州。

俄勒冈州州旗的背面

俄勒冈州州旗是美国仅存的最后一面正反面设计不同的州旗。这样的旗帜在以前很常见，但是现在由于制作成本的原因变得越来越少了。国旗的背面是黄金色的俄勒冈州的州兽海狸。

## 外部連結
- Chapter 186 — State Emblems; State Boundary